# Hechizos, pocimas y brujeria
Hechizos, pócimas y brujería è il dodicesimo album discografico del gruppo musicale folk metal spagnolo Mägo de Oz, pubblicato nel 2012. È il primo album della band spagnola con il nuovo cantante Zeta, subentrato a José Andrëa, che ha lasciato il gruppo nel 2011.

## Tracce
1. El libro de las sombras – 5:30
2. H2OZ – 3:53
3. Xanandra – 4:22
4. Sácale brillo a una pena – 4:11
5. Satanael – 5:39
6. No pares (de oír Rock & Roll) – 5:49
7. A marcha das meigas – 1:41
8. Quiero morirme en ti – 4:18
9. Sigue la luz – 5:18
10. El mercado de las brujas – 4:23
11. Celtian – 4:10
12. Brujas – 5:34
13. Hechizos, pócimas y brujería – 8:22